# محمد نجات
میرزا محمد خراسانی معروف به نجات (۱۲۵۶خ - ۱۳۱۲خ تهران) روزنامه نگار و کنشگر سیاسی عصر مشروطه و نماینده دوره های دوم تا پنجم مجلس شورای ملی بود.
پدرش میرزا عبدالکریم ملک‌التجار خراسانی و پدر بزرگش حاج قاسم طهرانی بود. تحصیلات خود را در مشهد آغاز کرد و در نجف به پایان برد و به مشهد بازگشت. در دوران سلطنت مظفرالدین شاه و صدارت میرزا علی‌اصغرخان امین‌السلطان برای حل اختلافی ملکی به تهران آمد رفت. پس از دو سال تلاش بی نتیجه برای حل این اختلاف، به متحصنان شاه عبدالعظیم پیوست که خواهان تأسیس عدالتخانه بودند. پس از روی کار آمدن نظام مشروطه به «کمیته انقلاب» پیوست که از گروههای سیاسی تندرو بود و افرادی همچون ملک‌المتکلمین، تقی‌زاده، سیدجمال واعظ اصفهانی، میرزا جهانگیرخان صوراسرافیل، سید محمدرضا مساوات، ابراهیم‌خان حکیم‌الملک، سید عبدالرحیم خلخالی، حسینقلی‌خان نواب، علی‌اکبر دهخدا و حیدرخان عمواغلی در آن عضو بودند و مخفیانه در خانه حکیم‌الملک جمع می شدند. وظیفه او در کمیته، پخش و توزیع دستورها و تلگرافها و ابلاغات کمیته بود. کمیته انقلاب برای براندازی پمحمدعلی شاه و نخست وزیرش امین‌السلطان مبارزه می کرد و گروهی مسلح را نیز آموزش داده بود. 
میرزا محمد همراه با سلیمان میرزا و برادرش یحیی میرزا از تابستان ۱۲۸۶ هفته نامه حقوق را با مشی ضد دربار انتشار می داد. در دی ۱۲۸۷ که توطئه ترور شیخ فضل‌الله نوری لو رفت، میرزا محمد را که خانه اش در همسایگی شیخ فضل‌الله بود، به مناسبت سابقه مخالفت با سلطنت دستگیر و محاکمه کردند. پس از ۷۵ روز حبس، توانست بیگناهی اش را ثابت کند و آزاد شود. پس از به توپ بستن مجلس، جزو کسانی بود که به سفارت انگلیس پناه بردند. پس از فتح تهران و خلع محمدعلی شاه، عضو «محکمه انقلابی» شد که حامیان محمدعلی شاه را محاکمه می کرد. همین دادگاه حکم به اعدام شیخ فضل‌الله نوری داد. 
میرزا محمد از تیر ۱۲۸۸ انتشار روزنامه نجات را آغاز کرد و از آن پس به میرزا محمد نجات معروف شد. با برگزاری انتخابات به مجلس راه یافت و به دموکراتها به رهبری سلیمان میرزا پیوست. ترور سید عبدالله بهبهانی در سال ۱۲۸۹ و نسبت دادن آن به دموکراتها باعث متواری شدن شماری از اعضای حزب شد. میرزا محمد نجات به فراری دادن حیدرخان عمواوغلی به خارج کمک کرد.  او در دوره سوم مجلس از بیرجند، در دوره چهارم از ساری و در دوره پنجم از زنجان انتخاب شد. در مجلسهای چهارم و پنجم از طرفداران سردارسپه و جمهوریخواه بود و به انقراض سلطنت قاجاریه و انتقال قدرت به رضا شاه رأی داد. هر چند در طول مذاکرات مجلس در چهار دوره ای که او حضور داشت، هیچ حضور محسوسی در مذاکرات مجلس از او دیده نمی‌شود و به نظر می رسد بیشتر در فعالیتهای سیاسی خارج از مجلس فعال بوده است. 
پس از مجلس پنجم، میرزا محمد نجات دیگر فعالیت سیاسی نداشت. فریدون آدمیت او را این گونه معرفی می‌کند: «مردک پاچه ورمالیده‌ای بود از کارچاق‌کنان مجلس، در آن زمان و بعدها از عمال سفارت انگلیس بود و به تعبیر محمود محمود معلوم شد سم دارد».  شیخ ابراهیم زنجانی نماینده زنجان در چند دوره مجلس شورای ملی نیز نجات را «جاسوس انگلیس» و «بهائی بی شرف» می نامد. 
او عضو انجمنی ادبی بود که در خانه محمدهاشم میرزا افسر تشکیل می‌شد. تیمورتاش و ملک الشعرای بهار نیز در انجمن عضو بودند. نام انجمن بعدها دانشکده شد و مجله دانشکده را منتشر می کرد. او همچنین به مدت سه سال مدرسه خیریه ایتام در حسن آباد تهران (خیابان شیخ هادی) دایر کرد. 
میرزا محمد نجات در امامزاده عبدالله شهرری به خاک سپرده شد.